# Banksia tridentata
Dryandra tridentata
Espèce
Synonymes
- Dryandra tridentata Meisn.[1]
- Josephia tridentata (Meisn.) Kuntze[1]

Banksia tridentata, en anglais yellow honeypot (litt. « pot de miel jaune »), est une espèce d'arbuste bas endémique du sud-ouest de l'Australie-Occidentale appartenant à la famille des Proteaceae. Il a des feuilles ovoïdes étroites à la pointe acérée, des fleurs jaune verdâtre par grappes de 85 et 125 et des follicules elliptiques à ovoïdes.

## Description
Banksia tridentata est un arbuste généralement d'une hauteur de 15 à 50 cm ; il forme un lignotuber. Ses feuilles étroites  font de 15 à 45 mm de long et de 2,5 à 5 mm de large sur un pétiole de 1 à 3 mm. Elles possèdent une petite pointe à leur extrémité, encadrée parfois de deux ou trois petites dents.
Ses fleurs sont jaune verdâtre, et disposées en capitules de 85 à 125 fleurs avec à leur base des bractées involucrales poilues, linéaires et effilées pouvant atteindre 15 mm de long. Leur périanthe est long de 25 à 28 mm et leur pistil de 30 à 40 mm. La floraison a lieu d'août à septembre. Les fruits sont des follicules à poils clairsemés, elliptiques à ovoïdes et longs de 11 à 15 mm,.

## Taxonomie
Cette espèce a été décrite pour la première fois en 1856 par Carl Meissner dans le Hooker's Journal of Botany and Kew Garden Miscellany (en), sous le nom de Dryandra tridentata,.
En 1893, Benjamin Daydon Jackson l'a accidentellement répertorié dans l'Index Kewensis (en) sous le genre Banksia, publiant ainsi involontairement le nom de Banksia tridentata. C'est maintenant le nom actuel de l'espèce, car en 2007, toutes les espèces du genre Dryandra ont été transférées à Banksia par Austin Mast et Kevin Thiele,. (Cette question est l'objet de débats : voir Taxonomie du genre Banksia.)

## Distribution et habitat
Banksia tridentata pousse dans le kwongan (en) entre les rivières Arrowsmith (en) et Hill,.
Une évaluation de l'impact potentiel du changement climatique sur cette espèce a montré que son aire de répartition est peu susceptible de se réduire et pourrait même augmenter, en fonction de sa capacité à migrer vers de nouvelles zones habitables.

## Statut de conservation
Cette banksia est classée comme « non menacée » par le Département des parcs et de la faune (en) du gouvernement d'Australie-Occidentale.